# 라이브! 위드 켈리 앤드 마이클
라이브! 위드 켈리 앤드 마이클(Live! with Kelly and Michael)은 미국에서 방영하는 아침 토크쇼이다. 1983년 4월 4일 첫 방송되었으며, 방송 시간은 60분이다. 현재는 켈리 리파와 마크 콘슈로스가 진행한다.